# Национални пут Јапана 341
Национални пут Јапана 341 је Национални пут у Јапану, пут број 341, који спаја градове Казуно и Јурихонјо, укупне дужине 168,7 км км.